# 山辺の道

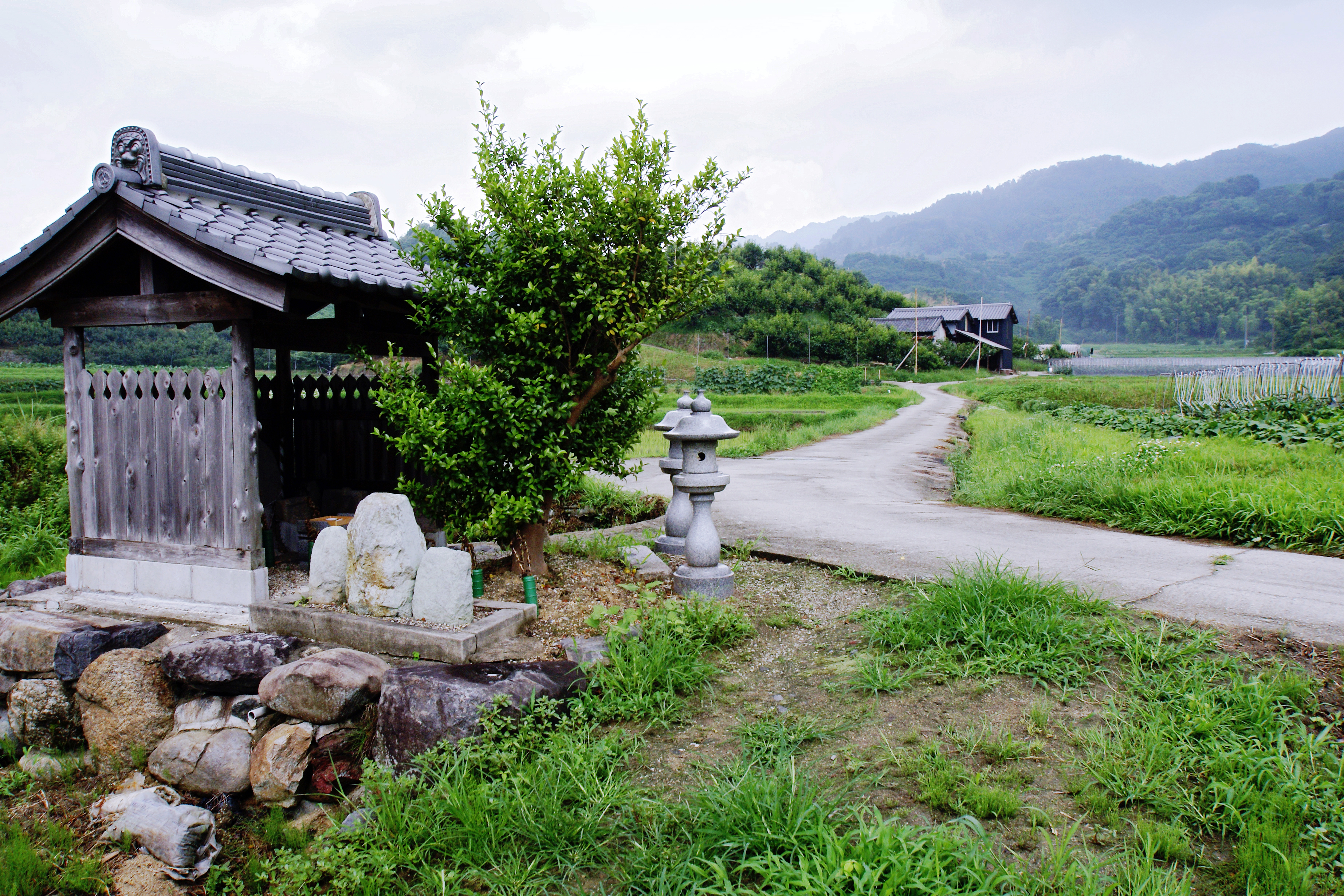
山辺の道／奈良県天理市付近。

山辺の道（やまのべのみち、古代読み：やまのへのみち、古風な表記：山辺道、旧字表記：山邊道）は、日本の古道の代表的な一つ。大和の古道の一つ。古代大和の山辺（やまのへ。山辺郡の語源にあたる地域名）に通した道である。日本史上（記録上）最古の道、日本現存最古の道として知られる。
奈良盆地の東南にある三輪山の麓から東北部の春日山の麓まで、盆地の東縁、春日断層崖下を山々の裾を縫うように南北に走る。
「山の辺の道」という異綴を当該地域の地方自治体までもが用いているが、歴史や地名学を踏まえた表記ではない。一方で宮内庁は古来の「山辺道/山邊道」を用いる

## 概要

山辺の道

『日本書紀』では、崇神天皇の条に次のような記述がある。
文脈どおりに読めば山辺の道が崇神天皇陵の造営以前にあったと解釈できる。
また、『古事記』には、崇神天皇の条と景行天皇の条に、それぞれ次のような記述がある。

これらの記述を論拠として、山辺の道は、古墳時代の初期、4世紀の崇神天皇の時代には既に整備されていたと考えられている。もっとも、弥生時代後期には既に布留遺跡と纏向遺跡を結ぶ道として存在していたとも推測されている。

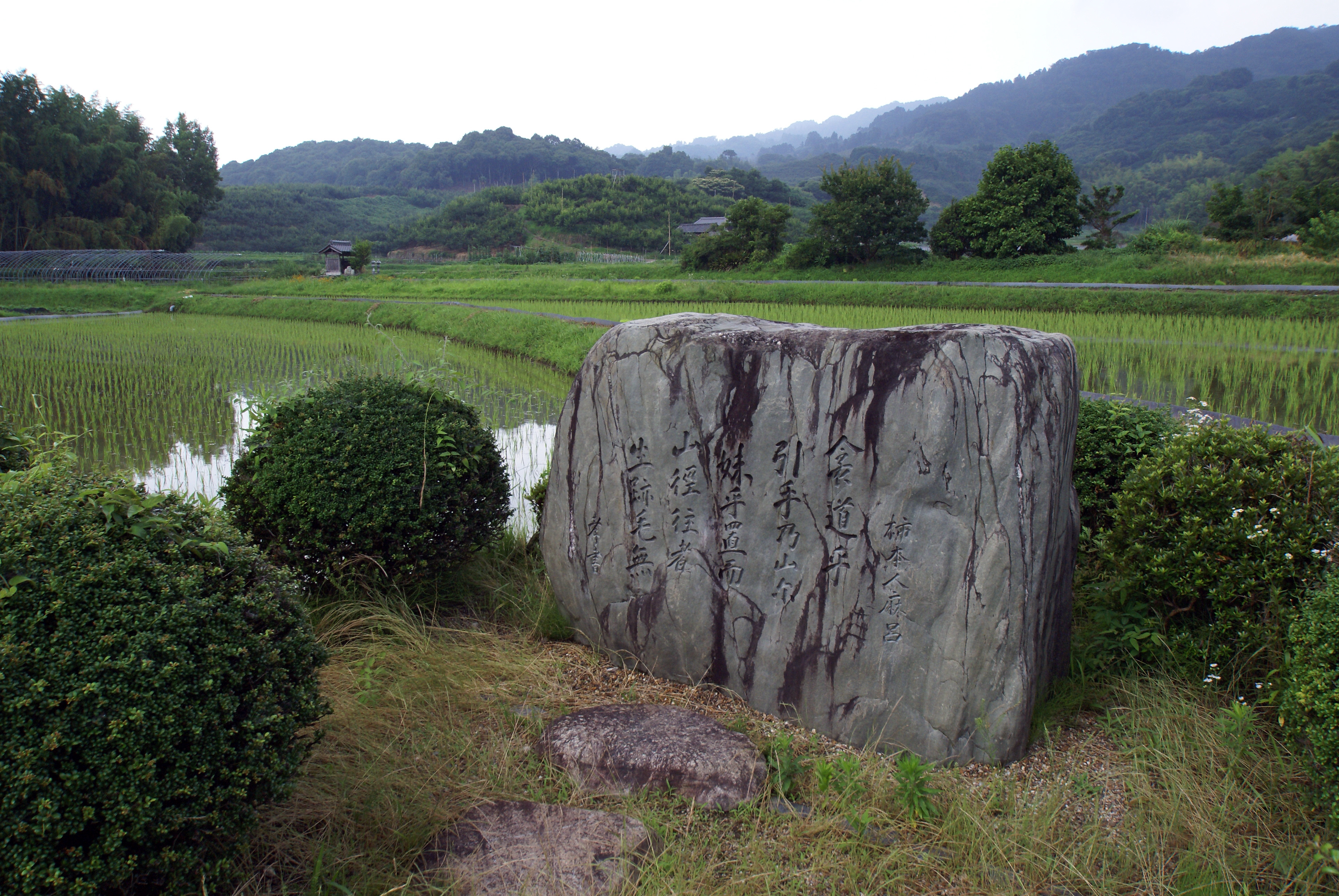
山辺の道沿いに建つ、柿本人麻呂の万葉歌碑
----
歌は「衾道乎 引手乃山尓 妹乎置而 山徑徃者 生跡毛無（書き下し文：衾道を 引手の山に 妹を置きて 山路を行けば 生けりともなし）」──『万葉集』巻2・212。碑文の揮毫は犬養孝。所在地は天理市中山町にある中山寺跡の前。

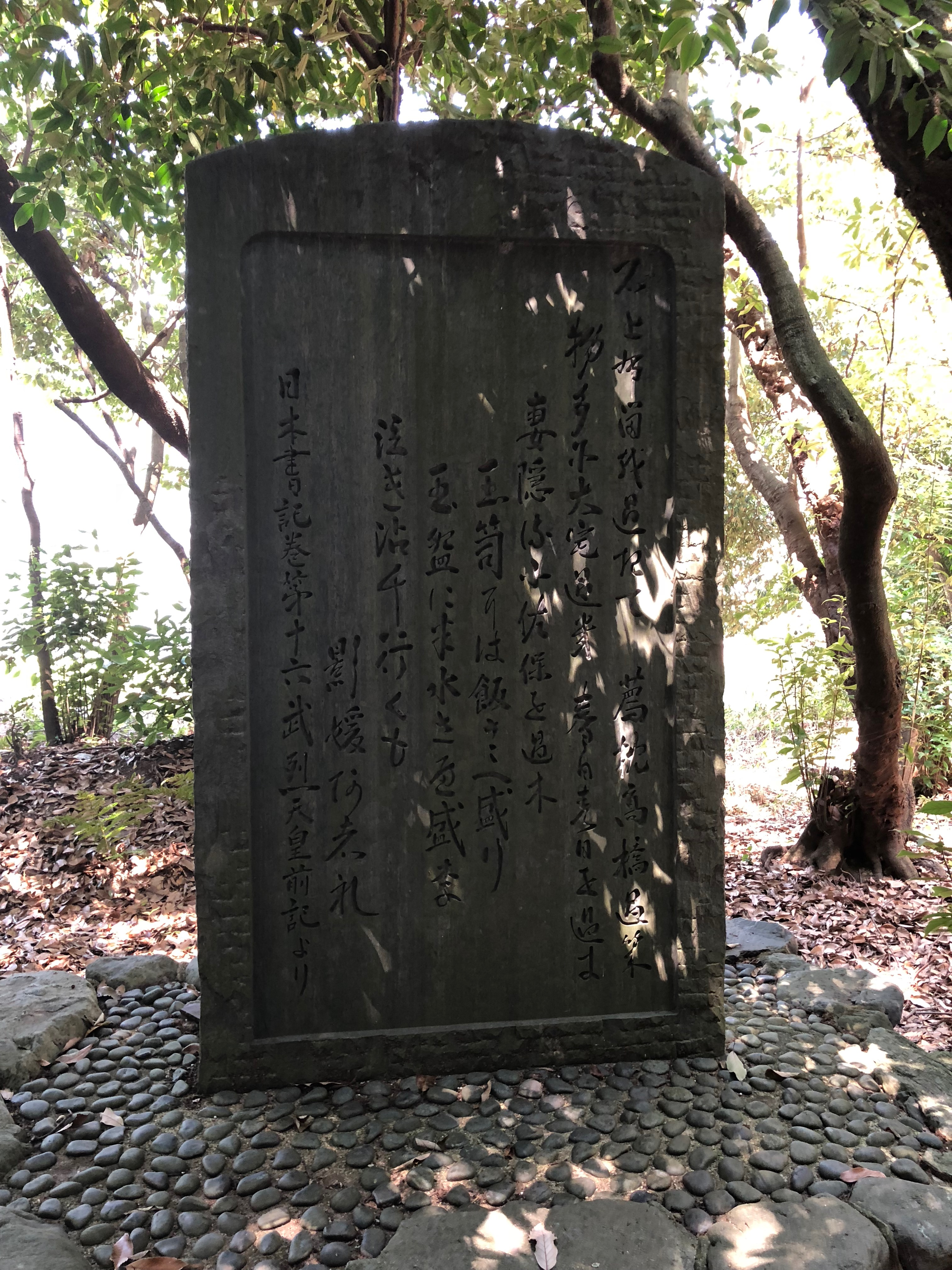
影媛道行歌の歌碑／天理市櫟本町（旧・添上郡櫟本町）に鎮座する和爾下神社の参道脇に建つ。

大和国曾布（そふ）/層富（そほ）（のちの奈良〈添郡［そふのこおり］東部、のちの添上郡〉、現在の奈良市中核）から石上・布留（式上郡の石上・布留、現・天理市石神町・布留町）を経て三輪（式上郡三輪、現・桜井市三輪、cf. ）に通じていたとみられ、その全長は約35キロメートル、幅は2メートル足らずの小道であるが、沿道には石上神宮、大神神社、長岳寺、崇神天皇陵、景行天皇陵、金谷石仏などの多くの寺社や古墳群があり、この地に権力を握る古代国家の中枢があったことや、文化交流の重要な幹線道路であったことをうかがわせている。古墳時代の奈良盆地は沼地や湿地が多く、これを避けて山林、集落、田畑の間を縫うように山裾に沿ってつくられたため、道は曲がりくねっている。
『日本書紀』巻第16 武烈天皇即位前紀には、政治的謀略によって乃楽山（ならやま、平城山丘陵、奈良山）で討たれた平群鮪を追う物部影媛（物部麁鹿火の娘）の悲しみを詠んだという歌が収められている。通称「影媛道行歌（かげひめ みちゆきのうた）」「影媛歌（かげひめのうた）」などと呼ばれるものである。
ここで詠い込まれている、石上（いしのかみ）（布留の一角）－布留（布留川流域一帯。物部氏の拠点）－高橋－大宅（おおやけ）（和珥氏支族・大宅氏の本拠。現・奈良市白毫寺町あたり）－春日（はるひ）－春日（かすが）（和珥氏支族・春日氏の本拠。現在の春日大社境内）－小佐保（奈良市法連の佐保川流域の一角）を経由して乃楽山へ到る道筋は、山辺道の延長であろうという。時代の経過とともに奈良盆地の湿地や沼地が乾燥して、平地部に直線的な道路が開かれるようになると、山辺の道を利用する人々は減少していき、しだいに西側の上ツ道が多く用いられるようになったと考えられている。
三輪山近くにあった海石榴市（つばいち）は、日本最古の市が立った所といわれている。南部に古道の痕跡や景観が残り、20世紀末期および21世紀初期において、一般的にハイキングコースとして親しまれるのは、天理市の石上神宮から桜井市の大神神社付近までの約15kmの行程で、その多くは東海自然歩道となっている。また、石上神宮から北部にも山辺の道は続いていたと考えられているが、長い歳月で風化が進んでしまっていることから、今日においてもその道筋の詳細はわかっていない。
田畑の間を抜ける際にはその眼下に奈良盆地が大きく開けており、生駒山や二上山、そして葛城・金剛の連嶺を背景にした大和三山なども遠望できる。

### 起点
現在のその道の起点は、海石榴市（つばいち、椿市:つばきのいち）である。古代には、海石榴市の八十（ヤソ）の衢（ちまた）と称されたところで、桜井市粟殿（おおどの）を中心とした地域であった。平安時代中期の延長4年（926年）には椿市観音堂付近が起点の地になった。

### 海石榴市、椿市
この市は、政治の中心が主として奈良盆地の東南部にあった頃、定期的に市が立って栄えた。北へたどる山辺の道の起点であり、そこに初瀬街道がT字形に合し、さらに飛鳥からの山田の道、磐余の道などの主要な街道が集まり、また初瀬川を下り大和川に出る水運の河港もでき、水陸交通などの要衝の土地であった。三輪山の南、今の桜井市金屋付近である。
推古天皇16年8月の条に「唐の客を海石榴市の衢に迎ふ」とある。路傍に「海石榴市観音道」の石の道標があり、少し離れたところに「海石榴市観音堂」がある。

### 道程
金屋の集落を後にして三輪山の山麓を北へ行くと三輪山の神である大物主を祭神とする大神神社につく。大神神社は、日本最古の神社で大和国の一宮である。さらに北の沿道には、茅原大墓古墳・景行天皇陵・崇神天皇陵・櫛山古墳・西殿古墳・東乗鞍古墳・西乗鞍古墳などの古墳群がある。また、茅原大墓古墳のすぐ西側に、倭迹迹日百襲姫命の墓とされる箸墓古墳があり、古代・邪馬台国を治めていた卑弥呼の墓とする説もある。古墳時代にはいると山麓地帯には墳丘長200メートルを超える巨大古墳が造られた。『古事記』には、「山辺道の勾の岡（まがりのおか）」の近辺に崇神天皇の陵（墳丘長242メートル）が、山辺道の近辺に景行天皇の陵（310メートル）があると記している。初期大和政権がこの地に誕生したと考えられている。

## 沿線の名所・旧跡
- 石上神宮
- 内山永久寺跡
- 大和神社
- 西山塚古墳
- 長岳寺
- 伝崇神天皇陵
- 黒塚古墳
- 櫛山古墳
- 天神山古墳
- 伝景行天皇陵
- 箸墓古墳
- 檜原神社
- 穴師坐兵主神社
- 夜都伎神社
- 三輪山
- 大神神社
- 竹之内環濠集落
- 萱生環濠集落
- 磯城瑞籬宮

## 沿線の施設
- 天理市立黒塚古墳展示館
- なら歴史芸術文化村
- トレイル青垣